# Волине
Волине (чеш. Volyně, во времена Австро-Венгрии и немецкой оккупации Волин, нем. Wolin) — город в Южночешском крае Чешской Республики. В нём проживает около 3000 жителей. Расположен примерно в 120 км к югу от Праги, примерно на полпути между Страконице и Вимперком. Ратуша в стиле ренессанс — известная местная достопримечательность.

## География
Волине находится в центре Волиньской возвышенности, в составе Баворовских гор, входящих в состав предгорий Шумавы, и город часто называют воротами в Чешский лес. Река Волинька названа в честь города.

## История
Согласно археологическим исследованиям, славянское поселение на месте Волине существовало уже в VII веке. Небольшое городище у брода через реку Волиньку, называемое «провинция Wolinich» впервые упоминается в письменных источниках под 1271 годом (происхождение этого названия до сих пор неизвестно). Позднее это городище было окружено каменной стеной, на месте которой затем была возведена крепость (сейчас в ней располагается Городской музей Волине). Поселение являлось собственностью Пражского капитула, пробст которого Ольдржих в 1299 году предоставил Волине городские права. В. 1327 году в Волине было окончено возведение приходского костёла и городских укреплений. К концу XIV века в городе действовал свой суд, работали бани и почти в каждом доме варили пиво. В то время в Волине жил и работал мастер (мистр) Мартин, друг Яна Гуса и его будущий душеприказчик. В XV веке город Волине участвовал в долголетней тяжбе с королевским городом Писек, касавшийся ввоза соли и уплаты провозных пошлин. В итоге победителем из тяжбы вышел Волине. 
В 1521—1529 годах на городской площади итальянскими архитекторами была возведена ратуша — грациозное ренессансное строение с  беседкой и башней. Весь фасад ратуши был покрыт сграффито. 350 лет спустя первоначальная отделка фасада была сильно повреждена пожаром, a нынешний внешний вид ратуша приобрела в 1927 году. Сегодня в ратуше заседает Городское культурное общество.
Город Волине был важной остановкой на торговом пути из Пассау в Писек. Наиболее типичным предметами торговли были соль, ремесленные изделия или овцы. Город постоянно рос вплоть до Тридцатилетней войны, когда торговые маршруты изменились.

## Достопримечательности
В городе сохранилось мало исторических зданий — среди них ратуша в стиле ренессанс, построенная между 1521 и 1529 годами, готическая крепость 14 века, костёл Всех Святых того же периода, костёл Преображения Господня, построенный между 1580 и 1618 годами, еврейская синагога, построенная в 1939 году, колонна Марии 1760 года на главной городской площади и оригинальный бассейн 1939—1941 годов.
Исторически в городе существовала крупная еврейская община; в настоящее время, помимо синагоги, в городе сохранилось еврейское кладбище, хотя численность евреев крайне невелика.

## Население
| Год  | Численность | Численность |
| ---- | ----------- | ----------- |
| 1869 | 3495        | [ 9 ]       |
| 1880 | 3738        | [ 9 ]       |
| 1890 | 3757        | [ 9 ]       |
| 1900 | 4018        | [ 9 ]       |
| 1910 | 4131        | [ 9 ]       |
| 1921 | 3993        | [ 9 ]       |
| 1930 | 3930        | [ 9 ]       |
| 1950 | 3349        | [ 9 ]       |
| 1961 | 3144        | [ 9 ]       |
| 1970 | 2970        | [ 9 ]       |
| 1980 | 3162        | [ 9 ]       |
| 1991 | 3251        | [ 9 ]       |
| 2001 | 3194        | [ 9 ]       |
| 2011 | 2981        | [ 9 ]       |
| 2014 | 3013        | [ 10 ]      |
| 2016 | 3074        | [ 11 ]      |
| 2017 | 3033        | [ 12 ]      |
| 2018 | 3044        | [ 13 ]      |
| 2019 | 3023        | [ 14 ]      |
| 2020 | 3014        | [ 15 ]      |
| 2021 | 3000        | [ 16 ]      |
| 2022 | 2952        | [ 17 ]      |
| 2023 | 2964        | [ 18 ]      |
| 2024 | 2988        | [ 19 ]      |
| 2025 | 3036        | [ 4 ]       |

## Образование
Город известен как местный образовательный центр. Помимо дошкольного образования, здесь есть начальная / средняя школа, Высшая профессиональная школа и Средняя техническая школа а также другие государственные школы.

## Города-побратимы
Города-побратимы г. Волине:
- Айденбах, Германия
- Ковачова, Словакия